# SN 2001ko
SN 2001ko – supernowa typu Ia odkryta 16 marca 2001 roku w galaktyce A141058+6450. W momencie odkrycia miała maksymalną jasność 20,00m.